# Roland Eichhorn
Roland Eichhorn (* 1965) ist ein deutscher Geologe und Autor. Er ist seit 2009 Regierungsdirektor und Leiter des Geologischen Dienstes am Bayerischen Landesamt für Umwelt.

## Leben und Wirken
Roland Eichhorn absolvierte an der Universität München Studien der Geologie und Paläontologie. Seine Dissertation im Jahr 1995 lautete: Isotopengeochemische und geochronologische Untersuchungen an Gesteinen und Mineralen der Scheelit-Lagerstätte Felbertal (Land Salzburg, Österreich). Nach seinem Studium folgten im Rahmen seiner Dissertation und weiterer Projekte in Bayern und Österreich Forschungsarbeiten im Bereich der Geochronologie, Isotopengeochemie und Lagerstättenkunde.
Ab 1994 war er am Bayerischen Geologischen Landesamt tätig, wo er an der Geologischen Kartierung und in den Bereichen Geotopschutz, Neue Medien und Öffentlichkeitsarbeit arbeitete. Nach seiner Versetzung ins Bayerische Staatsministerium für Umwelt im Jahr 2001 war er dort erst im Referat Geologie und Boden tätig, zuletzt wirkte er dort in der Pressestelle als Pressesprecher. 2009 wurde er als Nachfolger von Josef Schwarzmeier Leiter der Abteilung 10 (Geologischer Dienst, Wirtschaftsgeologie, Bodenschutz) des Bayerischen Landesamtes für Umwelt.
Eichhorn entdeckte 2012 mit seinem Team auf der Suche nach Wasserquellen in Sulzberg eine Tropfsteinhöhle mit einzigartig gut erhaltenen Mikroorganismen. Im Januar 2024 fand er in einer Gesteinssammlung in Hof eine Ansammlung des äußerst seltenen Humboldtins. Der Münchner Merkur zitiert Eichhorn mit der Vermutung, „wir haben die Anzahl an Humboldtin verdoppelt auf der ganzen Welt.“

## Veröffentlichungen (Auswahl)
- Isotopengeochemische und geochronologische Untersuchungen an Gesteinen und Mineralen der Scheelit-Lagerstätte Felbertal (Land Salzburg, Österreich). Inst. für Allg. und Angewandte Geologie, München 1995 (Dissertation).

- Geotope in Oberfranken. Bayerisches Geologisches Landesamt, München 2003, ISBN 978-3-940009-60-9.
- Magische Steine: eine Fotoausstellung des Geologischen Dienstes. 2010.
- mit Erwin Geiß und Rosemarie Loth: Nicht von dieser Welt – Bayerns Meteorite. Bayerisches Landesamt für Umwelt, Augsburg 2012, ISBN 978-3-936385-92-2.
- Auf den Spuren des bayerischen Goldes. Bayerisches Landesamt für Umwelt (LfU), Augsburg 2017, ISBN 978-3-936385-96-0.
- Zu Stein geworden: 50 Fossilien und ihre Geschichte. 2021, ISBN 978-3-936385-97-7.